# Marhum
Marhum (arab. مرحوم; fr. Marhoum) – jedna z 52 gmin w prowincji Sidi Bu-l-Abbas, w Algierii, znajdująca się w południowo-zachodniej części prowincji. Położona jest około 110 km od Sidi Bu-l-Abbas. W 2008 roku gminę zamieszkiwało 5383 osób. Numer statystyczny gminy w Office National des Statistiques d'Algérie to 2210.